# WWE 2K14
WWE 2K14 е професионална кеч видео игра, разработена от Visual Concepts и Yuke's и публикувана от 2K Sports за PlayStation 3 и Xbox 360. Това е първата игра, публикувани от 2K Sports, придобит на лиценза от THQ в банкрут. Тя е продължение на WWE '13 и е наследен от WWE 2K15. Това е първата игра от поредицата WWE 2K.

## Режим на игри

### 30 Years of Wrestlemania mode
WWE 2K14 разполага с нов сингъл плейър режим, наречена "30 години на WrestleMania", носталгия, базирани режим на игра, която пресъздава почти три десетилетия от историята на WWE, включително повече от 45 мача, класически WWE кадри и много легендарни герои. Както WWE Legends на WrestleMania и WWE '13, кампанията се върти около историческите разкази, а не оригинални такива.

### The Streak mode
В играта има режим, който се фокусира върху бившия WrestleMania победна серия на Гробаря която е, 21-0 по време на първото издание на играта. В режим The Streak, играчът избира да защитава Streak като Гробаря, или да се опита да го прекъсне, с който и да е кечист. Когато играе срещу Гробаря за да му прекъсне серията, нивото на трудност е по-висока, отколкото през всички предишни WWE игри.

### WWE Universe mode
В режима WWE Universe mode вие сами може да си персонализирате кечист или дива и да се развивате. Може да участвате във всички шоута включително и pay-per-view турнирите.